# 名残駅
名残駅（なごりえき）は、静岡県浜松市追分町（現・中央区布橋二丁目）にあった遠州鉄道奥山線の駅（廃駅）である。奥山線の廃線に伴い1964年（昭和39年）11月1日に廃駅となった。

## 歴史
- 1914年（大正3年）11月30日：浜松軽便鉄道元城駅 - 金指駅間開通に伴い中学校前駅（ちゅうがっこうまええき）として開業[1][2][3]。
- 1915年（大正4年）4月24日：鉄道会社名を浜松鉄道に改称。それに伴い同鉄道の駅となる[1][3]。
- 1940年代前半：戦時体制に伴い休止駅となる[2][3]。
- 1947年（昭和22年）5月1日：浜松鉄道が遠州鉄道と合併。それに伴い遠州鉄道奥山線の駅となる（休止中）[1][3]。
- 1950年（昭和25年）4月26日：名残駅に改称の上、営業再開[2][3]。
- 1964年（昭和39年）11月1日：奥山線の廃線に伴い廃止となる[1][2][3]。

## 駅構造
廃止時点で、単式ホーム1面1線を有する地上駅であった。
列車交換設備を有さない無人駅となっていた。

## 駅周辺
- 国道257号[5]（姫街道）
- 静岡県道48号舘山寺鹿谷線 - 駅から南に約0.05 km[5]。
- 舘山寺街道
- 静岡県立浜松北高等学校[5]

## 駅跡
1997年（平成9年）時点では、広沢駅跡附近から当駅跡附近を含む線路跡は歩行者専用道路として整備されていた。歩行者専用道路はこの先銭取駅跡附近まで、合計約3 kmに渡り続いている。2007年（平成19年）8月時点、2010年（平成22年）時点でも同様であった。

## 隣の駅
遠州鉄道
奥山線
広沢駅 - 名残駅 - 池川駅